# Pseudomiza pseudoobliquaria
Pseudomiza pseudoobliquaria là một loài bướm đêm trong họ Geometridae.